# هوشنگ طاهری
هوشنگ طاهری (زادهٔ ۱۳۱۳ در اهواز – درگذشتهٔ ۲۱ اسفند ۱۳۶۹ در تهران) نویسنده، منتقد هنری، مترجم، استاد دانشگاه و سردبیر مجله سخن بود.

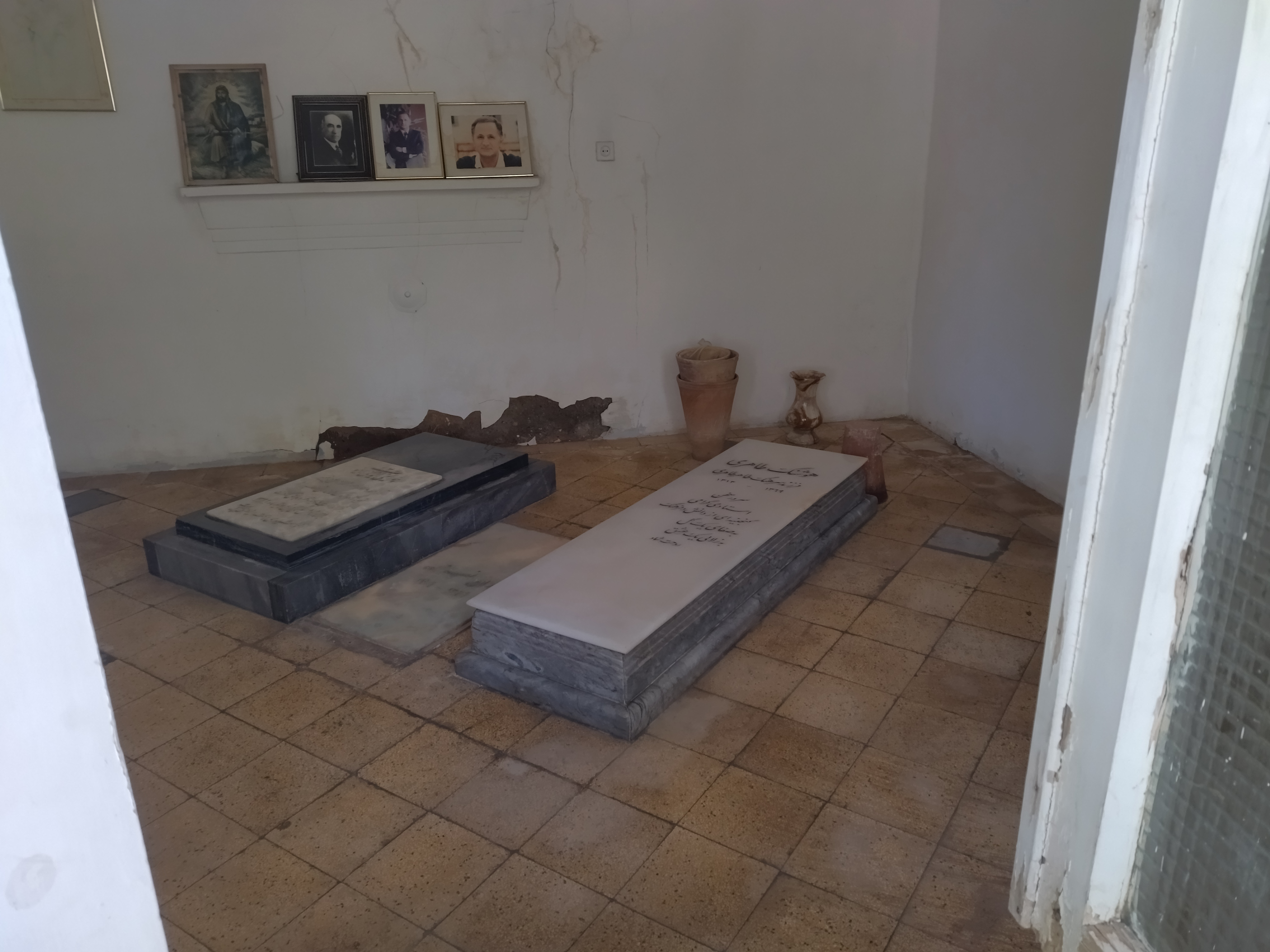
سنگ قبر هوشنگ طاهری در آرامگاه خانوادگی واقع در امامزاده عبدالله شهر ری

## زندگی
هوشنگ طاهری در سال ۱۳۱۳ متولد شد و در ۲۱ اسفند ماه ۱۳۶۹ در یک حادثه هولناک رانندگی در بزرگراه شهید صدر کشته شد.

## تحصیلات
هوشنگ طاهری از استادان برجسته دانشگاه، مترجم و منتقد صاحب نام عرصه هنر دارای تحصیلات عالی در موسیقی، هنر و مهندسی اقتصاد کشاورزی در آلمان و اتریش است.

## اشتغال و تدریس
هوشنگ طاهری در بانک کشاورزی به عنوان شغل اصلی دارای سمتی بوده‌است. همچنین دوره‌های متعددی در دانشکده هنرهای دراماتیک، دانشگاه ملی، صدا و سیما، مجتمع دانشگاهی هنر به تدریس هنر و سینما اشتغال داشته‌اند. همکاری بلند مدت با مطبوعات و ترجمه مقالات هنری و سینمایی و نیز نقد سینمایی از وی چهره‌ای تأثیرگذار ساخته بود. وی آخرین سردبیر مجله سخن بود.
به زعم برخی از کارشناسان هنری و سینمایی تأثیر هوشنگ طاهری بر سینمای ایران بسیار عمیق بوده‌است. برخی از کارشناسان و منتقدین ترجمه آثار دست اول و مرجع در هنر و بخصوص سینما از سوی طاهری را از دلایل اصلی تحول در سینمای ایران و موج نوی سینمای ایران می‌دانند. وارد کردن مفهومی مدرن از نقد سینمایی در سینمای ایران به ایشان نسبت داده می‌شود.

## آثار
آثار ترجمه شده از وی عبارتند از:

### فیلم نامه‌ها
1. همچون در یک آینه(اینگمار برگمن)
2. مهر هفتم(اینگمار برگمن)
3. توت فرنگی‌های وحشی(اینگمار برگمان)
4. ماجرا(میکل آنجلو آنتونیونی)
5. صحرای سرخ(میکل آنجلو آنتونیونی)
6. هیروشیما، عشق من(آلن رنه-مارگریت دوراس)
7. زندگی(اکیرا کورساوا)
8. ویریدیانا(لوئیس بونوئل)
9. M - قاتل(فرتیس لانگ)

### تاریخ هنر، ادبیات و سینما
1. ریالیسم در ادبیات و هنر(ژان پل سارتر)
2. هنر اسلامی(ارنست کوئل)
3. داستان‌های نوین آلمانی
4. تاریخ سینمای هنری(اولریش گرگور-اونو گاتالاس)
5. خاکستر و الماس (برژی اندره یوسکی)